# 菊池謙二郎

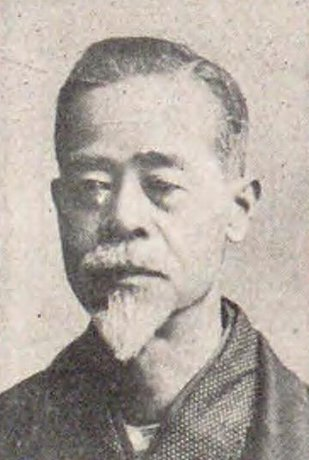
菊池謙二郎

菊池 謙二郎（きくち   けんじろう、1867年2月23日（慶応3年1月19日） - 1945年（昭和20年）2月3日）は、日本の教育者、歴史研究者。号は仙湖。正岡子規、秋山真之、夏目漱石らとの交友、藤田東湖を中心とした水戸学の研究で知られ、衆議院議員も務めた。

## 出身と上京まで
1867年2月23日（慶応3年1月19日）水戸藩士にして水戸支藩石岡藩家老、後、石岡藩権大参事、菊池慎七郎穂積重徳、母、萬・まむの二男として水戸市天王町に生まれる。
慎七郎は大坂町無念流の剣道の名家、無念流の剣客とされる。謙二郎の7代前は穂積氏より出た鈴木で、元彰考館総裁菊池平八郎重固（南洲）の子、平八郎重施の子に、無念流の達人、爲三郎重善、輿七郎重徳が、弘道館の撃剣教師に「菊池謙二郞、菊池忠三郞君の父君、菊池剛藏君」がおり、二百石取りだったとも言う。重善は伯父。
剛蔵は天狗党に属し、1866年（慶応2年11月18日）諸生らにより捕縛、満3年間の幽閉後、自由となり、慎七郎へ改名。甥の平八郎との混同例もある。
- 姉はせい、慶応2年に5歳[4][20]、勢伊子[21]。
- 兄は直一郎、慶応元年生[22]2歳年上[4]。「世事に関わらない温厚な人」[23]。次男輝男は後掲。
- 弟は忠三郎、明2.3.22[24]、岳父は鈴木萬次郎。後掲。
- 妹はやす、明3、夫は藤澤喜士太、長女泰、明36、養子平八は後藤新平の次男、大2[25]。
- 子は、呉一、明36.8揚二、明39.2、かをる、明43.8[26]、三男は早世[21]。

上京までを記す。
- 1869年（明治2年）石岡へ転居。父親の石岡藩付家老、大参事就任による[4]。
- 1872年（明治5年）竹原村[4]または大竹村[5]へ転居。父親の辞職による。餓鬼大将となるが優秀な成績を得る[4]。
- 1881年（明治14年）水戸へ転居[4][5]、栗田寛が前年に大坂町の自宅に開いた[27][28]家塾、輔仁学舎で学ぶ[29][30]。

1882年（明治15年）茨城中学校（翌年、茨城第一中学校、後に水戸中学校に改称）入学。校内第一の駄々っ子、きかん気、同級生中最年少ながら唯一人体操で百点を得る。演説を稽古するが、演説傍聴禁止の校則に触れる。文芸雑誌に時代に先駆けカナ交じり文での投稿を続ける。後に、校長を務めた旧制水戸中学校、現茨城県立水戸第一高等学校ホームページに略歴記載、
同校出身の森田美比による伝記『菊池謙二郎』がある。
1884年（明治17年）二学年終了後退学、上京、共立学校へ転学。

## 交友
1884年（明治17年）5月、共立学校（二級）に入る。後、正岡常規君と同級だったが、在学4箇月間で同級生悉くを知り得ず、秋山（真之）君と同級だったか判然記憶しないと記す。
9月、同級より、正岡子規と2人だけ、大学豫備門進学、子規と親しくなる。若宮町の大学教授松村任三方に下宿。同年2月の松村の住所は牛込区若宮町一番地。
1885年（明治18年）3月頃、神田猿楽町板垣方で子規、清水則遠、井林廣政と共に下宿。後、教室では温しい子規が下宿での知友に対しては遠慮会釈がないばかりか、同郷の友人と腕の捩じ合、喉の締め合をした事、子規の頼山陽への詩作挑戦や始終敬服していたのは漱石であった事等を記す。
7月、子規の帰省中、清水と箱根へ脚気療養に行く。下旬、井林も合流。8月2日、子規が箱根の清水宛書簡の松山の鯛料理を絶賛する中で、謙二郎を一嘗三嘆のだしにする。8月7日、帰京、水戸へ帰る。
9月、脚気による休学か、2学期の試験の不合格のため子規と共に落第。後、子規、漱石と共に落第の原因は数学とも書かれる。子規を松山出身者がよく訪れ、真之と親しくなる。柳原極堂とも度々会う。父親の勧告で、松村方に戻る。
12月、松村渡欧に伴い、真之に誘われ神保町で同宿となる。真之が真之の父親への歳暮用に買ってきた榮太樓の玉垂（だれ）について質問したところ、謙二郎は止めたと言うが、真之が水引を解いて一本取り出し、二人で食べてしまう。真之とよくキャッチボールを行う。
1886年（明治19年）1月半ば、真之と共に駿河台下齋藤方の六畳一間へ移る。29日、仲間内で『七変人評論 第一編』をつくり、翌日、子規がまとめる。
謙二郎は「大酒を飲み、大食す」「東湖先生を以て自ら任ずるの如し」、人を評するに「区々として賤しみ恋々として慕う」、人に対し「義気あり交わること比々たり」、相撲で井林と、弄球で真之と、最高位の番付である。後、謙二郎が、番付は随分当を失したものもあるが、真之と共に大関のボール投げだけは、まず公平無難と思う、真之も予備門時代に野球に耽った、虚子は、この二人にだけは会ったと記す。
4月14日午後1時過ぎ、清水則遠死去。子規が「二三町横に居りし菊池、秋山二氏」等記す。死骸の始末後、悄然として気の抜けたように床（とこ）の中にもぐり込んだ子規を「気の強い秋山（眞之、後の海軍中将で同郷人）」が「意気地がないな、しっかりおしや」と大喝、気の毒に思われた旨、後に記す。翌日、葬儀に参列、施主は子規。真之と学校に近いパン屋渡辺宅二階へ移る。29日、予備門が第一高等中学校となる。真之が海軍兵学校に転じ「袂を分かつ」、真之の予備門時代の過半は、謙二郎と同宿である。6月23日、真之の子規宛返信、棒ハ菊池ニ託セリ。
10月末までに、猿楽町の新築平屋の下宿尾谷に転居、極堂は廊下左が子規、向いが謙二郎、同居人各一名の六畳としている。
秋、米山保三郎来訪を翌朝子規から聞かされる。
1887年（明治20年）豫科第二級（英）二之組。
6月30日、兄直一郎、後の東京帝国大学農科学校、東京農林学校獣医学速成科卒業、7月24日、松山の獣医学校に着任。
- 12月25日だったろうとする子規の「愉快」[36]、ベース・ボールをやり、子規はCatcher、菊池仙湖はpitcherで、負けたが仙湖とperfectをやり、夕方から寄宿生一同、連雀町の今半で宴会を始め、贈物交換会のくじ引きで子規に菊池氏の物が当たる。「Over-fence」[36]、冬、夜抜け出し路上で大福餅をほおばり、満腹の子規にも勧める。

1888年（明治21年）校長の軍隊式教育に反発、球抛げをしていた庭に舎監が好意で立てた物干の棒杭を友人と夜中に全て引抜き校外へ投捨てる。
4月末、「賄征伐」の主謀者の一人となり、最初に他2人と共に呼出され、翌々日、再び呼出され、他10人と共に約一箇月、停学、退寮となる。他6人と共に猿楽町の某下宿の一室に同居、子規等が毎日訪ねる。後、「正岡は賄征伐の参謀格の一人」だったが、風采言語が温和で処罰を免れ、陰口には「正岡も免れて恥なしと思ふ人ならず」と記す。明治28年、漱石は松山で賄征伐の情景を生徒に語る。
龍口了信は、予備門入学後、猿楽町の末富屋で、是公、謙二郎、得能文等と一緒にいたとするが、漱石も予備門入学頃、末富屋にいたとしている。
- 9月24日、向島の避暑から帰った子規の葉書、早々逃げ帰りたり等。宛先は、麹町區中六番町四十八番地、木村方[32][50]。

1889年（明治22年）4月、子規が同郷の後輩吉田匡と、水戸まで主に徒歩で旅行、『水戸紀行』を、半年後に記す。抜粋要約を示す。
- 5日1時過ぎ、人力車で常磐神社下に着く。仙波沼（仙湖・千波湖）を離れ「坂を上れば上市なり、町幅広く店も立派にて松山などの比にあらず」。神崎坂を通ったと言われている、ともされる[54]が、1885年頃、子規らが来た道と繋がって便利になり[55]、翌年の地図[56]にある、現偕楽園駅前から陸橋付近を経て大工町への坂を上る方が便利である。
- （宿での食事後）「菊池仙湖の家に至る」「五十許りの翁出で来る　容貌の似通いたるに仙湖の親ならん」「仙湖の存否を問ふに今此下を通りし汽車にて出京」「水戸の士の風なるべしとむかしゆかしく思はれたり」「東湖の書を彫りたる竹の柱隠しあり」「庭のつくる處はきりぎしをなし其下に仙波沼低くきらきらとかがやけり」「母親も出て来られて挨拶あり」「其質朴淳良の風思いやられてなつかし」、宿泊を遠慮、史跡見学等に行く。実家は、天王町の生家[57]の徒歩数分圏内である。2014年現在、同所私有地に子規の句碑がある[58]。

```
　　この家を鴨ものぞくや仙波沼
[
42
]
```

- 7日、子規が汽車で帰京直後に訪ねると、すれ違いを残念がり、子規と同様、弟の葉書も未着、子規の偕楽園下の穴についての問に、土を掘るためで何でもないと答える。会話は謙二郎のみ文語体で記され、子規はこの旅が病の元としている。明治29年、子規[59][60]

```
　　崖急に梅ことごとく斜なり
```

```
　　水戸にて某の翁の家をおとずれける事を思ひいでて
　　梅の花柱かくしは東湖なり
```

- 7月11日、水戸より子規に手紙を送る[61]。

子規の下宿での小文学会において、其角が文鱗（ママ）に与えた赤穂義士討入りの手紙とするものを朗読、批評を求める。子規は文章が善く出来過ぎで、偽作であろうとし、漱石は黙す。続いて、子規が親友を列記し示す。子規は「筆まかせ」の
- 「交際」に朋友19人を挙げ、厳友 菊池謙氏、畏友 夏目金氏、親友 大谷藤氏 温友 神谷豊氏 剛友 秋山眞氏、亡友 清水遠氏等、
- 「一九の迷惑」に、かつて仙湖が一々会で、子規を十返舎一九に例え、
- 「七変人の離散」に、4年程前の七変人の件、関の退学と消息不明、井林の退学、真之の転向、清水の死去、一所にある者は、菊池、神谷と余の3人のみ等と記す。

大谷是空『正岡君』、書生時代の子規を能く知る人は、夏目金之助（漱石） 龍口了信 菊池謙二郎 山川信二郎 細井や自身等、『難波雑記』、子規と相往来する間に別懇になったのは、菊池謙二郎(仙湖) 米山(名失念) 夏目金之助(漱石) 細井岩弥 山川信二郎等。
1890年（明治23年）2月、自治寮設立に際し、豫科を除く創立委員14人の一人となり、赤沼金三郎と共に会議の議決事項の木下廣次校長への報告等を行う。3月～7月、寄宿寮委員の一人となる。。
5月2日、インブリー事件。インブリーを赤沼らと保護、校庭を出る。この時の投手は岩岡保作。
後、一高卒業時の成績は、主席が漱石、二番が謙二郎、三番が斎藤阿具ともされる。
9月、東京帝国大学法科大学入学、文科大学国史科に転じる。他、『国史科』龍口了信、『哲学科』正岡常規 米山保三郎、『英文学科』夏目金之助、『理科大学』神谷豊太郎。弟忠三郎が寄宿寮委員となる。
1891年（明治24年）6月30日、漱石が兄等と歌舞伎座に行き、翌月9日、帰省中の子規に記す。歌舞伎座で「仙湖先生を待つ程なく先生到着錬卿をつれて来ると思ひの外岩岡保作氏を伴ひし時こそ肝つぶれしか（再模得子規妙）」、漱石が舞台も見ずに腹痛を起こすまで食べる間、「仙湖先生は頻りに御意に入ってあの大きな眼球から雨粒程な涙をながす」。
- 7月15日、直一郎、獣医学校教諭兼校長に任ぜられる[47]、翌々年には埼玉県技手[67]。
- 9月12日、子規の落第を心配する漱石の子規宛書簡、試験の問題は悉く忘れたれば菊池より送ってもらふ[66]。菊池壽人も学友である[68]。

1892年（明治25年）頃の話として虚子は、子規の親友はあまり多くなく、菊池謙二郎、秋山真之、その他二三、同じ文学に携わる者としては夏目という名がしばしば繰返されたと記す。
- 4月12日、子規の虚子宛書簡「今度郷里へ行き候菊池謙次郎といふ男は兄（獸医學校の教師）の所へ行きしものなるが小生が東京にて得た友達の中で一番交際のふるき者なり此者は今小生と共に在學し居るが國史科専門故文學界の事は能く知るまじけれど去りとて全く文學上の嗜好なきには非ず貴兄御暇あらば」「何か御聞可被成候」「案内して御やり被下度候尤も滞在は三日許り」[40]。
- 5月4日、子規の虚子宛書簡、菊池はズボラにてはなし併し水戸人なり[40]。6月1日、子規が書簡を送る[50]。
- 7月16日、子規の大谷是空宛書簡、細井、菊池（謙）、尾田、神谷と僕と四人にて岡野に舊好會を開き申候[40]。

11月5日土曜日から翌6日の妙義山方面への「第六回文科大学遠足会」幹事として、齊藤阿具と共に、紀行文を子規に依頼する。参加は三年生全員20人、二年生12人等より子規を見出しての依頼である。子規は「先発として出張したる菊池謙次郎（立花銑三郎）」と、学生で二名のみ氏名を明記する。
```
　　　行く秋をさらに妙義の山巡り　幹事の清嘱によりて 　　　　子規子識
```

1893年（明治26年）1月4日、子規を訪ねる。7月3日、子規の日記、仙湖来、出社、林和一氏紹介幹雄青宣二氏於倉田屋
```
　　　風涼し髭なきは我一人哉
[
71
]
。
```

7月10日、東京帝国大学国史科を、幣原担、中山再次郎との3人中の首席で卒業、本籍は北海道。後、菊池の狷介、幣原の穏健、中山の磊落とされる。
- 7月13日～15日、漱石、米山保三郎と日光へ旅する[74]。7月26日、漱石の齋藤阿具宛書簡、「菊池氏富士登山の日限は不定の由に御座候同氏は両三日中に文部省より任命の沙汰有」[66]。8月7日、漱石が西谷虎二宛に「菊池米山両人と」の旅行の事を記す[66]。15日、漱石の立花銑三郎宛書簡、「菊池の出仕は磯田（良）の方未だ方付ざる故任命の運びに至らず」[74]。文部省属専門学務局四級俸[75]。
- 9月8日夜、上京中の狩野亨吉を訪問[76]。12月8日、庵主を務めた杉浦重剛の称好塾貞照庵で留別会が催され、翌日、午後9時50分新橋を発つ[77]。

## 教育者として
1894年（明治27年）1月15日、山口高等中学校教授、26日、伊藤博文奏文、兼任山口高等中学校舎監。英語 歴史 論理担当、従七位、校長は岡田良平。8月、北条時敬が教授に加わる。生徒に横山健堂（達三）、登張竹風（信一郎）。後、登張は卒業時に東京では寄宿舎に入るように勧められたと語る。
- 3月9日、漱石が肺結核と診断され、漢詩を含む長文の書簡を記す[66][82][83]。

```
　　　何となう死に来た世の惜しまるる
```

- 5月31日、漱石が「不気用中々上達の見込無」ながら弓の稽古に励んでいるとの書簡を送る[66][83]。

1895年（明治28年）1月、子規が、北海道の井林宛に、謙二郎は文学士となり山口の高等中学校教授、ほか七変人の消息について書き送る。
- 3月18日、松山へ赴任前の漱石が「貴方にて金五十圓程御融通」「尤も貴兄も随分貧の字なるければ（是は失敬）」「友達の好みと思ひ」と書く[66]。愛媛県尋常中学校での月給は校長60円、漱石80円[83]。漱石が山口へ赴任を断った真の理由は、松山赴任の先約ではなく、1893年の山口高等中学校の寄宿舎事件にあるとの推定がある[85]。

### 津山／千葉尋常中学校校長
4月、岡山県津山尋常中学校初代校長。9月開校。湊哲夫は招聘への大谷是空の大きな関与を推定している。奏任待遇年俸800圓、雇教師に是空。現岡山県立津山中学校・高等学校にヒゲ姿の「初代菊池校長像」がある。
- 10月8日、漱石が、就任の祝と、「結婚の事も漸く落着致候」と書く[66]。
- 12月14日、子規の是空宛書簡「仙湖評判よろしき由結構に御座候夏目は如仰」「仙湖に御出合も候はばよろしく御傳言奉願候」[40]。

1896年（明治29年）6月、子規、七変人の中今東京にある者は余一人のみ。20日、教頭に奥太一郎。東京より田岡嶺雲を招聘、後、外で中学校を批判した嶺雲に激怒するが、日曜の校長室に共に呼んでいた是空の仲裁で無事に終わる。
兄直一郎、7月には茨城県第六課六級俸の技手。明治34年4月、伊藤博文が任茨城県技手任を、翌年、桂太郎が茨城県種畜産状技師並びに種畜場長任命を奏す。従七位。
- 史学的に琉球帰属問題を検討した初の学術論文、『琉球が本邦及び支那に対せし関係を論ず』が『史学雑誌』に載る[91]。

後の評価も高く、古武士的な感じの教育者で生徒に敬神と尚武の気風を植えつけ、武道津中の基を作る。確固たる信念を持って教育に当り文部省の方針等を問題とせず、体操の時間に、鶴山城址の石垣上りを生徒にさせる。剣道が好きで道場では竹刀を持って生徒を励ます。津中の武道、野球が盛んになる。刑務所の看守が囚人を連れ校庭を横断、生徒がボールで囚人を負傷させ刑務所側が怒鳴り込んで来た際、逆に𠮟りつけ追い返し、生徒は叱らずに済ます。
1897年（明治30年）千葉尋常中学校校長、新任の教員に津田左右吉、堀江正章ら。津田が日記に、頻度では子規以上の記録を残す。訪問だけの記述は略す。
- 4月21日、津田、晩白鳥氏を訪づれしに、菊池は旣に任地に赴きたりとのことなりき[95]。
- 4月24日、同、木内の宅にて菊池に會す。痩骨稜峭、眼光耿々、言語明白にしてやゝ淒涼の氣あり[95]。
- 4月25日、同、表神保町の旅館旭館に菊池を訪づれつ、わが千葉に赴任のこと相談まとまりぬ[95][96]。
- 5月13日、同、澤柳なんどには似ず直截淡泊にして情深きうれしき人なり、心のまゝにうち語らひて九時ころ辭し歸りぬ[95]。
- 5月23日、同、晩、菊池を訪ふ、何となくなつかしく思はるゝ人なり[95]。
- 6月4日、松方正義奏文、任千葉県尋常中学校長[90]。（年1200 奏任待遇）文官普通試験委員社司社掌試験委員[97]。
- 6月5日、津田、菊池は校長として又た情ある人として談ずるに趣きあり、此の三氏の外は一切訪づるまじと思ふ[95]。
- 夏、東京で漱石に会い奥太一郎について話す[66]。
- 8月27日、津田、菊池を訪づる、亡國史論を著して世を諷刺せんとす、材料あらば寄せよ、といひぬ[95]。
- 11月5日、同、菊池と談話の序で、ピーターの「遺言状」といふものの談出でたれど、われまことは其の何事をしるされたるものなりしかを明記せざりしぞはづかしき[95]。
- 11月8日、同、四年級にてなせる菊池の倫理談をきく、至りて感深し[95]。
- 12月17日、漱石が「奥（泰二郎氏か）」の第五高等学校での採用を問う書簡を送る[66]。「チ」を漱石が「ジ」と聞き取った事が示唆される。この後の奥の同僚は、漱石、神谷豊太郎、山川信次郎等[98]。

1898年（明治31年）1月、著作『新體皇國史綱』、発行は15日。
- 1月3日、津田、菊池を訪ふ、氏は「風來六々部集」「平家物がたり」「韓非子」を愛讀せりといふ、「過秦論」は最愛讀の文なりきといへり[95]。

生徒の敬礼問題で長官と対立、3月、休職。生徒は、銀杯を贈り謝恩の意を表す。横山健堂は、安藤が謙二郎を免じた件は、教育界で有名で、「授業中は戦士の陣営にあるが如し」、皇族以外、敬礼すべからずとし、安藤来観時も生徒に敬礼を命じなかった謙二郎に、安藤が怒ったためとする。後に虚子が柏田知事と論争、歴然其地位を去ったとの伝聞を記すが、柏田在任は1月まで、休退職時の知事は安藤謙介である。
- 3月28日、子規の漱石宛書簡、菊謙知事と意見あはずとて新聞に己の説をかかげ候由奇観と存候[40]。
- 4月2日、職員一同を晩餐会に招き「これがおわかれになるかも知れぬ」と言う。津田ほか職員計4名が酔いつぶれ泊まる[95]。
- 4月6日夜、職員が、8日、地方有志者が送別会を催す[95]。
- 4月9日、津田、六時二十分發の列車にて菊池の東京に出發するを停車場に見送る、車の將に發せんとするに臨み、卒業生の一人、涙をのんで別辭を述べたるものあり、けふは卒業證書授與式を行ふ、知事の演説氣焔甚だあがらず[95]。津田の『菊池謙二郞君を送る辭』が、『中学校長は何様の人物を要するか』が28日に新總房新聞に載る[103]。
- 5月26日、津田、上原の語に、菊池氏はこまかきことに目はつけども、それ等をば放任して干涉せざりき、故にいとこゝちよく事務を執るをば得たりき、云々、こは今おもひいでたればしるしおくなり[95]。
- 5月29日、子規の漱石宛書簡、謙次郎非職になりて後一度談話致候[40]。
- 6月2日、退職[46][104]

### 第二高等学校長

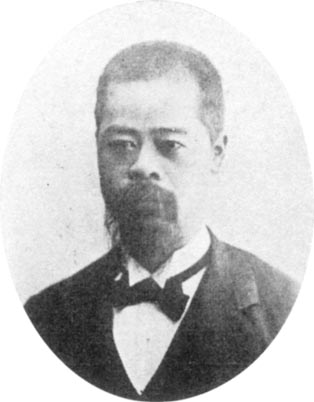
第二高等学校時代の謙二郎

7月16日、大隈重信奏文、任第二高等学校長 叙高等官六等。第三代校長、ヒゲがある。大学予科教授に斎藤阿具。
- 7月27日、仙台の伯母等を訪問予定の津田左右吉、水戸の雨谷某と共に同行する[95]。
- 8月2日、子規の叔父大原恒徳宛書簡、私同学の友人菊池という男は仙台の第二高等学校長と相成候これが同学生中第一の出世なるべく候[40]。

前任の沢柳政太郎の意を継ぎ、二度廃止後の寮の復興、寮での自治確立に努めるが、設備は不充分、医科生と他との確執もあったとされる。公明正大を旨とし生徒の自覚を信じ、欠席届を廃止するが、欠席者が増加する。
- 10月2日、誠之寮復興、舎監と開寮式に出席、「寮生、学校長、舎監の親密さには見るべきものがあった。」三好愛吉の舎監就任は謙二郎辞任後であるが、後に「菊池校長三好舎監は、口を極めて自治を賛美し」と記される[108]。10月13日、野口勝一を訪ねる[110]。
- 11月29日～翌年5月28日、寮を視察、茶話会、忘年会等に度々出席する。尚志会文芸部が発会、5月17日、嘉納治五郎が講演を行う。6月、文部省書記官視察、7月中旬以降の寮の記録は紛失する。
- 1899年（明治32年）3月、弁論部主催の疑国会で首相役を務める。弁論部衰退期とあるが、議題の一つが「試験廃止案」だったためか会場は立錐の余地もなかったという[106]。
- 5月29日、津田、菊池子曾てわれに、自ら窮地に投ぜんことをすゝめぬ、今に於いてふかくおもふところあり[95]。
- 7月26日出京命令、29日出京[46]。
- 9月、著作『藤田東湖伝』[99]。9月24日、津田が、当時の千葉中校長由比質より謙二郎を高く評価する[95]。

1900年（明治33年）2月6日、「日本新聞」に大日本史に関する学説が載る。津田、かれが俗務をとれる傍なほよく這般の注意と攷究とをなすを見て私かに自ら恥づ、あゝわれ遂に何するものぞや。
- 2月12日夜半過、子規の漱石宛書簡、「病身である」だの「先ず無事でゐるだのと書いて菊池に笑はれたことがある。此手紙などを見せたら菊池ハ腹の中で笑ふであらう。」[40]
- 2月25日、津田が、謙二郎を良からず評した沢柳の批判を記す[111]。

4月、休職辞職。久保は、漱石が心配し（すでに）明治32年1月14日付書簡で狩野亨吉に「仙台にての出来事は如何なる性質のものにや」と問合わせ（ており）、「漱石の交友に見られないところ」とし、土井晩翠が、硬骨が祟り在任一年そこそこで文部省の上田万年専門学務局長と衝突し免官、仙台を去る時は仇兆贅の『杜詩詳註』を呈上と述べたとしている。、この頃、仙湖漁史と号する。
生徒の評判は様々で、斉藤隆三は「白宅へも屡〻往訪した」とする一方、「校長としては目立つた仕事もせず寧ろ期待はずれの形のようであつた」と後に記し、仙台出身の野村正は、後に謙二郎が東亜同文書院の教頭に転じるや「菊池を敬慕するの余り高等学校を退学」し同文書院に入学したという。
- 5月2日、芳賀矢一、夜菊池謙二郞氏のために紀元會開會狩野、藤代以下十人會合す[117]。

### 京都帝国大学法科大学学生
7月入学。京都帝国大学総長兼法科大学学長事務取扱は木下廣次。木下以外の教授7人中、岡松参太郎 高根義人 田島錦治、助教授5人中、島文次郎 毛戸勝元、講師4人中、跡部定次郎 狩野直喜は第一高等学校の後輩、島 狩野は文科大学でも後輩である。
西英明は、次男菊池揚二による回想に、一学生として学んだことについて、晩年、「法律を勉強しなければいかんという気持ちにな」り「やろうと思ったが、一年かそこいらでやめた」「ひとの翻訳本読んだってつまらぬ。必要あれば、法律の本繰ってみればわかる」というぐらいでやめ、後に「あのときやっておけばよかった」とあるとする。
- 11月12日月曜、津田左右吉が謙二郎宛に三句書くがやめる。

```
　　京だより初時雨とぞしるしたる
[
111
]
```

- 11月26日、子規の書簡が続く「再び角帽の生涯羨敷候」（次の句の後に）「玉稿返璧句ハ作れば進むもの」「前年拝見致候よりは一段の上ニあるよう存候」

```
　　葱汁や京の寄宿の老書生
[
40
]
```

- 1901年（明治34年）1月8日、子規「河東碧梧桐は昨年末結婚猿楽町廿一丁目に住居申候猿楽町廿一丁目とは猶貴兄の御記憶に残居候哉如何尾谷といふ下宿屋今もありて」「貴兄は何とかいふ少年と同居、小生は大井といふ我儘者と同居」「鯨汁を貪らふとする途端小生が嗅付けたる事も有之候」「小生は此事を思ふ度に一度は笑ひ一度は泣申候」[40]
- 10日、子規「御手紙拝見」「米山の鼻を如何なる鼠がかぢり候やらん小生も時々思ひ出してはをかしく成候併し此哲学者も已に此世のものにあらず」「郡司大井亦あらず」竹村鍛は「最早望無きよし」、一方で八橋煎餅を無心する[40]。『吾輩は猫である』の八木独仙は哲学者でネズミの件は米山と一致するが、ヒゲ等で謙二郎がモデルの一人ともされる[96]。住所は京都帝国大学寄宿舎。翌月9日、子規は「近頃貧厨をにぎはしたる諸国の名物」の一つに八橋煎餅を記す[34]。

後、柴田宵曲は、これらの書簡と、謙二郎が晩年の子規を、率直で修飾がなく真人に接するような思いをしたと評した事との関連を示唆している。
2月2日、弁論部定例会で「世人より今東湖を以て呼ばれし水戸の人、文学士菊池謙二郎氏の西郷南洲論と題する講演あり。聴衆に多大の感銘を與へられた」。

### 清へ
千葉中学校長辞職からの経緯について、杉浦重剛は、

「菊地謙二郎君が千葉の中学校長をしている時安藤知事と衝突をして辞職」「予は君を第二高等学校長に推挙」「尾崎文部大臣に柏田盛文が次官で」「柏田が思い切って菊地を挙げたのはよかったが、菊地君は又何かあって、直ぐに罷めてしまった。菊地君は三十二歳の時で」「随分若い校長であった。然し自分は二十八で豫備門の校長をしたので」「差支は無かろうと思って推挙したのだ。その後菊地君は法律を勉強するといって京都の大学に這入った」「東亜同文書院の教頭が無いといふことで」「菊地君を薦めたところが、君も快諾」「後になって思ふと、これは自分が失策であった」「法律をやらせて、モ少し廣い舞臺で働かせるがよかった、と後悔する点がある」と後に述べる。
1901年（明治34年、光緒27年）3月1日、近衛篤麿、同文書院教頭に聘用方交渉中の文学士菊池謙次郎氏参り候はゞ、御面会、其申条御垂聴可被賜候。
- 4月13日土曜午後4時、会費凡そ1円の渡清前の送別会、案内状の草稿[125]は、苗字のみの表記が多いが、大塚保治 岩岡保作 牧瀬五一郎 菅虎雄 狩野亨吉 山川信次郎 菊池壽人 大森金五郎 本多淺治郎 中澤澄男 岩元禎 松本亦太郎 会のまとめ役藤井健次郎は、特定できる。小川は小川平吉か不明、外、知人に藤井乙男がいる[126]。
- 5月上旬、南京より移転改称した、上海東亜同文書院に初代教頭兼監督として着任、法学通論等を担当、教員は根岸佶 佐原篤介 清国人欧米人各1に、少し後の着任の高瀬梅吉を加え計10人とされる[127]。
- 秋山真之と上海の東和ホテルで再会、後に「早卒の際でゆっくり昔語りもせずに別れた。そしてこれが永久の別れとなったのである。」と記す。本人は翌年とする[33]が、翌年は、真之も海軍大学校の教官で、森田[128]も、15年ぶりの再会としている。真之は5月15日と12月9日に、清より最近帰国とあり[46]、再会は、初代院長根津一が日本より学生を引率到着の5月8日[129]前の整合性が高い。
- 5月12日、立花銑三郎死去[74]。
- 8月22日、漱石の日記、菊池仙湖ヨリ端書[130]。12月23日、宗方小太郎が狩野直喜と共に晩食に招く[131]。

1902年（明治35年、光緒28年）1月20日までに、一時帰国。森田は、この時、東京青山の敬虔なカトリック信者、木村宗三の六女むら18歳と結婚したと推定している。届は5月。2月5日、上海郵政埠頭着。
- 4月14日、扁桃腺炎、15日、院長就任直後[129]の杉浦重剛を病床で迎え、19日、ほぼ治癒。5月4日～12日、重剛達と共に、新旧院長送迎会出席、新校舎増築地視察、上海江左書林、経元善、南洋公学を訪問。16日、重剛を見送る[133]。大谷是空等[134]は、重剛が半分東京にいて、謙二郎が院の内外を鞅掌としている。19日[135]、上海発、南京着。根津と共に劉坤一に面会。30日夜、神戸丸に乗船、未明に長崎へ発つ。6月4日帰参予定。
- 9月19日、正岡子規死去。後、阪本四方太は、病床の子規が文学関係者以外で批評した例に、謙二郎だけを記す[37]。
- 12月23日、職務上特別勉励に付、通年末賞与70元支給が検討される[132]。
- 12月27日、津田左右吉、職務上の關係にて先輩たりし人には菊池謙二郎氏あり、交はりの淺く且つ短きには似ず、おのづから意氣の投合せしところあれど、氏の豪傑肌なるはわがこゝろよわき性と同じからず[111]。

1903年（明治36年、光緒29年）3月19日、近衛、三江師範学堂教習の選定に関する条約に付、菊池謙二郎を総教習として異論なきやを、杉浦両同文書院長に協議の必要あり。
- 4月13日、漱石の奥太一郎宛書簡、御存知の菊池謙氏上京明日同氏の為に會を開く筈に候[66]。

4月16日、南京師範学堂開設に伴う教師11名人選のため出京、宿所は青山南町2ノ63木村方。22日、津田左右吉が同住所木村（宗三）方に謙二郎を訪ねる。
- 5月9日、東京盲唖学校卒業證書授與式に臨席[46]。同月、杉浦重剛、病気のため院長辞任[129]。

東亜同文会支援の南京三江師範学堂初代総教習就任、両江学務処参議を兼任。崔は、張之洞の依頼を受けた近衛篤麿の推挙による任命、月俸は謙二郎が四百元、菅虎雄三百元としている。同学堂は南京大学等の起源とされ、東南大学が示す集合写真に、張之洞と魏光燾の間、中央やや後に謙二郎が写る。日本人教習は、菅虎雄 松原俊造 志田勝民 大森千蔵 安藤安 岸達仲 那部武二 柳原又熊 杉田稔 亘理寛之助、岸を欠き、郡部武二 柳原叉二ともされる。岸は岸廉一とも一致する。
- 7月2日、漱石の菅虎雄宛書簡、「君ハ時々菊謙ト議論スル相ダナ両方トモ剛情ダカラ面白イダロウ」、追伸「菊謙ヘヨロシク、アイツ四百元ノ月俸デ大得意ダロウ」。
- 8月、呉一誕生[144]。
- 9月14日、漱石の菅宛書簡、「菊池は矢張元気であらう是へも無沙汰をして居るから君からよろしく頼むよ」[66]。この頃、訪れた佐佐木信綱に落合直文の死去を知らせる[145]。

1904年（明治37年）4月、菅と共に恤兵寄付金を拠出。一時帰国、7月17日と8月21日、杉浦重剛を訪問。三江師範学堂正七位、菅は第一高等学校教授従六位同前、文部省『教育ノ効果ニ関スル取調』では、三江師範学堂教習　菅虎雄、南京高等師範学堂　菊池謙次郎とある。
- 誇張、脚色があるが、『野沢如洋：豪侠画人』[99]の抜粋要約を示す。清側主催の西太后の万寿節祝宴への日本人招待客決定を岡部領事と共に依頼され、才を評価した画家の野沢如洋を招待、意見の違う領事と対立する。大晦日夕、同窓の石井工学士、如洋と飲み始め、如洋と朝8時前まで激論、「後で飲み直して続きをやろう」と笑い、9時に大礼服で学堂の新年式に出る。数日後、三寸背の高い岡部に酒を奢られた後、袋叩きにされ、如洋に助けを求める。素行不良の岸廉一を追い払う。

1905年（明治38年、光緒31年）8月18日、東京に渋沢栄一を訪ねる。
10月、中国側当局の要請による高等師範設置計画、優級師範学堂への昇格推進に、中国人の知的水準を疑問視する多くの日本人教習が反対、または、謙二郎の独断専行的な運営に対する、多くの日本人教習との対立が表面化、東亜同文会も収拾に当たるが、外交問題に発展、総教習の下に副教習を置く等の清側の和解案を教習側強硬派が拒否、翌年3月、当局が謙二郎以下全員を解雇し紛争は終わる。後任の松本孝次郎は両江師範学堂への改組昇格を果たすが、日本人教習と抗争を抱える事となる。
1906年（明治39年、光緒32年）2月1日、次男揚二誕生、むら23歳。別件で「やまと新聞」が「三江学堂総教習菊池夫人」と記す。
4月、パリで三江学堂の謙二郎に触れた文書が出版される。5月26日、博愛丸にて元教習の柳原と共に帰国の途につく。菅虎雄も称好塾塾生である。6月頃、重剛が記す。

```
寄懐菊地學士在水戸　近帰自清国
[
146
]

回顧西遊星六周、知君幾渡大江流、申江春色南京月、不識猶牽殘夢不．
```

### 水戸にて
1907年（明治40年）ローマ字国字化への反対論を記す。
兄直一郎、茨城県六等（年30）県獣医（手当年800）種畜場技師正七位水戸市上市大坂町、9月14日死去42歳、同月母まむ死去66歳、12月橋本遠夫人姉勢伊子死去46歳。
1908年（明治41年）2月水戸市教育会初代会長、4月水戸中学校長事務取扱、校紀弛緩が問題化しており、校長就任は政友会系の知事、森正隆の叩頭百拝という程の要請による。綱紀粛正、教員の資質向上、学業重視の改革を行い、当初、生徒から畏敬はされたが親しまれる面は少なく、森田もこの時は厳格主義をもって臨んだとする。後、息子二人を落第させる。森が私財を投じ設立、初代校長も務めた私立茨城盲唖学校（後の茨城県立盲学校・同水戸聾学校）商議員を兼務。6月、県立図書館長事務取扱兼務。
選手制度と称する、野球等の特定選手への試験や授業出席免除、諸費用支給、応援等特別扱いを廃止、一方、陸上運動会と端艇競漕、庭球野球柔道撃剣の毎年開催を定め、多くの生徒の運動実践を推進、学年別代表選手による対外試合を推奨する。寄宿舎の門限を短縮し昼休みを延長、音楽演奏会、学術講演会以外、生徒の劇場・料理店への立入を禁じる。
英字紙の記事に和訳を添え毎日掲示、翌年1月20日には、校内文芸誌「知道」の発行を毎半年から毎月に変更、生徒の書画・文の投稿の奨励等、学力向上と情操教育にも注力する。匿名は禁止、雅号での投稿は認める。後、盲目校長の為に野球が弱くなったと中傷される。
7月、校是「至誠一貫」「堅忍力行」を定め、それぞれ徳川慶喜、佐藤進の揮毫を得る。
- 9月、漱石が贈物の礼と著作『草合』を送るとの葉書を出す。住所は釜神町[66]。
- 11月11日、校歌撰。創立記念日と定めた22日の記念式で、師範学校長 県庁高等官 新聞記者を前に、生徒の劇場立入禁止への新聞の批判に対する反論演説を行う[28]。

1909年（明治42年）教頭兼舎監に奥太一郎の弟で意気相投じたクリスチャンの伊庭菊次郎、後の教頭、庄司萬太郎は前年に東京帝国大学史学科を卒業した水戸浸礼基督教会執事等人材を揃え、学歴より実力を重視、文部省教員検定合格者の比率が全国平均で25%程度の頃、半数～6割を占めるに至る。
- 7月、菊池仙湖『和漢乱詩』[99]が、田岡嶺雲への病床慰問第二集の大町桂月 樋口竜峡編『寄る波』に載る[169]。
- 10月、藤田東湖五十五年祭の祭主を務める[170]。後、横山健堂は、関東連合教育会の際の東湖祭[171]講演で、三宅雪嶺が「委員長の顔は痩せている」と揶揄した[172]、東湖の評伝では謙二郎の著作が最好とし[173]、旧師の一人、謙二郎の年賀状について記す[174]。健堂の友人の久木東海男は、謙二郎が全校生徒に新聞記者となりて気を吐くの志望者なきかと言ったと記す[175]。
- 11月22日、創立記念日、生徒職員が尊敬する偉人の名を大書した紙を掲げて歩く「偉人行列」実施[176]。

水戸市教育会会長として、『東湖先生之半面』を校閲。編『東湖全集』 。
1910年（明治43年）『水戸名勝誌』で、水戸中学校が評価される。一方、修学旅行中の事故をもとに、修学旅行を廃絶、2023年現在の水戸第一高等学校に至るも修学旅行は復活していないが、「健歩会」の発足は1938年、鍛錬行軍の開始は1942年で、後の「歩く会」と直接の関係はない。
1911年（明治44年）2月13日、常総新聞連載記事が基の『水戸中学：附茨城県学事年表』が出版される。
著者に内容を見ずに序文を書けと言われたと序文に書き、仙湖菊池謙二郎識と記す。奥付に明治43年とあるが、序文等は明治44年発行を示す。著者は出版に際し坂仲輔知事以下県庁の協力を得たと記す。
- 2月18日、南朝正統論の立場から、南北朝正閏論、南北朝分立論を掲げ、尋常小学校の教師用資料を改めるよう[170]、文部大臣に建議書を送り[180]、内田周平が岩本平蔵と謙二郎に出京を促す[181]。

8月、伊庭菊次郎、梅花女学校校長就任のため「菊池校長其他が強いて留めるのを退け」辞任。2年後、新設の梅花高等女学校校長も兼任する。
入試倍率が約3倍、志願者も年々増加傾向を示す。

#### 野球の弊害と改善
同1911年（明治44年）9月4日、東京朝日新聞の連載「野球と其害毒」で、中学で忠三郎と同学年の永井道明が、野球ではなく選手制度を批判する。9日、謙二郎談『野球の弊害と改善』、
「野球其物に罪なし」「野球其者は弊害は認めない」「右手のみを発達せしむるとの非難もあるがそれは誤り」「端艇などに比すると野球の方が身体の各部の発達を良くする」「他の隙を窺つて目的を達せんとするから卑怯に陥り易いとの説もあるが」「大概の競技は同様である」「野球の一勝負の時間位は青年に取つては必要である」「野球ほど快活で面白いものはない」「一致協同の精神を涵養する上に於て非常の利益がある」「野球其者は寧ろ賛成で排斥をせぬ」「然れども現今学生間に行はるゝ野球には大に弊害があるから其悪風を改善する必要がある」「出来ぬとなれば学校抔では之を全廃するが良い」「改善するには選手制度を根柢より改めなければならぬ」「弊害助長は」「第一に早稲田や慶応の如き私立大学」「第二は新聞雑誌」とし、実行した改善例を示す。後に文部省の会議で、特定の選手の運動場占有に対し、各学年平等に行えるようにすべきと主張し支持される。
- 発言者約20人[64]中に野球全否定論者も複数いるが、安部磯雄は謙二郎のみ名前を挙げ「批評」[190]する。謙二郎が選手制度ではなく、早慶を野球の弊害を助長した張本人と言った、その実践例では、選手が上達せず、見物人が喜ばず、野球が盛んにならない、週3回の対外試合だけで技量が向上するので練習不要、自校の運動場占有も週一二回で済む、五六十人に野球をやらせろというなら、早慶とも実行、十二三人の選手が運動場を占有することはない、菊池校長は学校万能主義の人らしい、遠征は立派な修学旅行である等記す。安部は海外遠征に、選手のみ一等船室利用で引率、相手側に入場料の3分の2を要求[191]、後に瀧澤又市は、選手制度弊害の一つ、賎劣野卑な野次を輸入したのも、その下劣なことに気づき禁止の急先鋒になったのも安部と記す[192]。1906年の安部による応援団解散後の早慶戦中断は20年に及ぶ[64]。
- 翌年1月12日「布哇殖民」[152]は「早大野球部の改革」とし、早稲田では野球に伴う弊害が多く、野球の価値を下げ、中学選手等にも非学生的行為に流れる者があり、弊風一掃の為種種建議してきたが、早慶戦復活も慶應側に拒絶され、遂に行動を一新、改革の最初に選手制度完全廃止決定の旨を記す。

10月、茨城県教育会代議員として関東教育連合会に出席。この頃、藤倉学園運営に携わった川田貞次郎による日本心育園の新校舎建設に際し、10円を寄付する。寄付金は県会議員一同が50円、各郡長助力により300円あまりという。
1912年（明治45年 大正元年）2月14日、妻むら死去。
- 2月19日、政友会後援で代議士選に出馬との噂を「日布時事」が記す[152]。
- 5月、全国中学校校長会議で文部省諮問委員会委員長として、中学校での法制経済と唱歌の科目削減の答申原案を報告[195]、翌年10月、歴史科を全廃し他の科目に併合、多岐にわたる学習科目を減らすよう主張する[196]。この間、5月26日、江山閣落成[5]。
- 9月、西園寺公望奏文、任水戸中学校長。正七位[197]二級俸[46]。

1913年（大正2年 46歳）3月、梅香の新居に移転。
5月、尋常中学校期の卒業生武石浩玻死去、水戸駅に遺骨を迎える。銅像が校内に建立され、12月21日の除幕式で建設総務として式辞を述べ、除幕は浩玻の甥「信行氏（九つ）」、祝辞は岡田県知事、竹下二十七旅団長等と翌年1月12日「日布時事」が書く。
- 1914年（大正3年 47歳）3月～翌年3月、茨城県立図書館館長兼務、後も同館委員を務める[163]。
- 5月より発行開始の『国史叢書』[200]の編纂に加わる。
- 10月18日日曜、水戸市教育会の招きで講演に訪れた井上圓了、「正午、水戸駅に着し、環翠亭にて、旧友菊池謙次郎氏、立見四郎氏と会食」[201]、環翠亭は三ノ丸所在。
- 1915年（大正4年 48歳）9月30日、漱石が書簡で再び講演を断り謝る[66]。

12月1日から東京で開催の全国中学校長会議において、高田早苗文相の立憲思想に関する訓示に対し、大隈内閣の居座りと立憲思想の関係の説明を求める。吉野作造は訓示と謙二郎が文相に肉薄した事とは著しく世間の耳目を惹いたと記す。
- 1916年（大正5年 49歳）『茨城民友』に「男らしい男」の一人として掲載される[203]。
- 12月9日、夏目漱石死去。
- 1917年（大正6年 50歳）3月14日水曜昼、水戸駅に北条時敬を迎え、晴光亭で昼食をおごり、偕楽園等を案内、柴田屋まで送り、翌日駅で見送る[204]。10月17日「布哇報知」[152]に、井芹経平、川田正澂と共に中等学校の三大教育家と記される。後、（井芹は）明治から大正に亘って水戸の菊池謙次郎先生とともに全日本中等学校長の双璧と謳われた[205]、東の水戸に菊池謙二郎あり西の熊本に井芹経平あり[206]とされる。
- 11月10日、県立図書館開会式において、文部大臣祝辞代読、県知事告辞等の後、式の最後に県立学校長総代として祝辞を述べる[207]。資料[208]の縣教育会に会長兼任の知事力石雄一郎の記載があるが、水戸市教育会は空欄である。
- 1918年（大正7年 51歳）2月4日、秋山真之死去。6月、謙二郎は高等官四等待遇従六位[46]。11月、陸軍大演習に伴い他約220名十と共に、天皇から賜餞される[209]。
- 『弘道館記述儀：訳註』の編纂に携る[99]。発行元は川又書店。

1919年（大正8年 52歳）3月末、茨城県教育会理事就任。5月、矢野恒太は、静岡県の高官が、水戸の中学校は殆ど理想、校長が飛離れて立派な人で教員生徒の総てから非常な尊敬を受け、成績非常に優良としたと記す。
- この頃、全国中学校長会で、議長杉浦重剛の、文部省の徳性教育に対する批判的な意見を支持、「やかましやの菊地（謙次郎）などはまっさきに、一体文部省では現在の校長教員そのものの徳性が涵養されて居ると認めるのですかなどとやりだした」と後に重剛が語る[123]。白坂栄彦と共に、毎年の中学校長会議に何か問題を持ち出して牛耳る、二人には皆一目置いているとされる[211]。

#### 欧米視察
視察出発前の6月13日、サンフランシスコの「新世界」は「知事を擲った今東湖君も来る」とし、気骨稜稜、今東湖と呼ばれるのは東湖の研究によってではなく、某中学校長時代の宴席で無礼なりとの廉を以て地方長官たる知事の頭をしこたま擲ったため等と記す。
- 8月1日正午、横浜を天洋丸で出航、港外で一日停泊、12日朝、ホノルル着。横浜からの日程は「官報」と、12日「日布時事」[152]による。同紙は「欧米に於ける戦後教育視察のため天洋丸にて渡米の途」とし、生徒は危険思想にかぶれてはいない旨断言、高等学校長を断り中学校長になった人等記す。同紙13日[152]、「中学校長会議の席上文部省の訓告に質問を試みるだけの人だけに頗る風変りの処がある老先生非常に蟻が好きで」「暑いのに態々蟻狩りをやって歩ひてた」、天洋丸朝10時出帆。
- 19日早朝、一等船客としてサンフランシスコ着と翌日「新世界」[152]が書き、極端な楽観論者、「デモクラシーの何だのと云う所謂思想家は売名の徒だよ」「吾輩も現状打破の要は認める」等の談話、水戸に開校予定の高等学校校長に擬せられている有力な教育家、水戸烈公の衣鉢を継ぐ人、当地に一週間ほど滞在、訪欧し戦後のドイツも視察予定と記す。20日「日米」[152][213]、所謂水戸学派の流れを汲んだ現代教育家中の一奇人、省内切っての奇骨漢、半白髯の老骨に似合わずナカナカ元気とし、「新世界」と同様の談話を載せるが、水戸高等学校長に擬せられているという噂を軽く否定と書く。22日「新世界」[152]は紀洋丸乗船の実業家が、水戸中学校長の意見に反対した旨を記す。22日正午、ロサンジェルスに向け出発と翌日「日米」が記す[213]。
- 9月17日、ニューヨークに学務視察のため来る旨「紐育新報」が[152]、10月29日、ボストンに水戸中学校長菊池謙治郎氏が来る旨「紐育新報」が記す[152]。
- 12月、イギリスに渡り、オックスフォード、ハロウ、ケンブリッジ、イートン等を視察[214]。この頃、水戸中学に内田信也が寄り、生徒に柔道の稽古をつける[215]。

1920年（大正9年 53歳）ロンドンで年を越し、ブリュッセル、1月27日までに、アムステルダムからベルリン、4月7日までに、ローザンヌを経てジュネーブに至る。チューリッヒ、ローマ、ナポリ、パリも視察、5月、イギリスに戻り、グラスゴー、オックスフォード、エジンバラを視察、帰国。7月上旬、神戸着。帰国を7月7日とする資料では出発が8月4日とあり、正確な日付は不明である。
帰国後、精勤の奨励、他律的注入的講義教育より自発的創造学習への転換、定期試験制の廃止と平常成績の重視、生徒による教室掃除や修身成績の点数評価等の廃止等諸弊習打破から成る空前の改革を実施、外面的には自由主義的教育を取入れた、民主主義的教育方法を採用したとされる。生徒に、高校から転任した超中学校長級の人、信望も絶大、慈父等と言われるようになる。一級俸 四等待遇正六位。

#### 舌禍事件

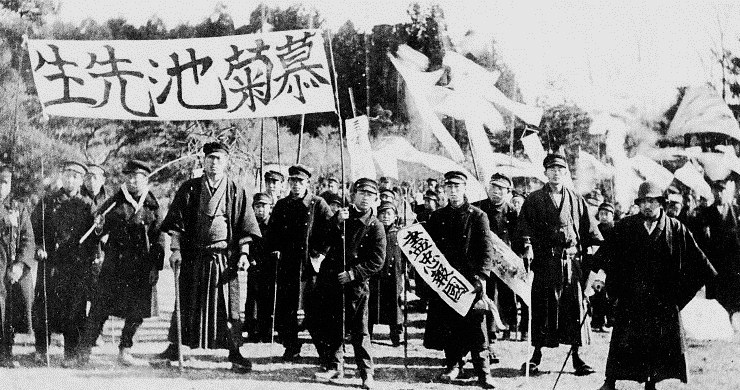
菊池校長の免職に抗議する水戸中生徒による同盟休校、偕楽園。写真：水戸市立図書館

1921年（大正10年 54歳）1月10日に行った講演が、「舌禍事件」とされ、辞職に追いやられる。
2月8日、辞表提出、9日、依願免職発令。
生徒が謙二郎の復職を求め、同盟休校等の運動を行う。

#### 自由教育抑圧事件
1922年（大正11年 55歳）3月5日、「水戸においてなお畏敬の対象とされた」謙二郎を会長とする水戸市教育会が手塚岸衛、中島義一を招き、自由教育講演会を主催、県は知事となった守屋の下、自由の一切を認めず、教員の聴講禁止等、抑圧する。水戸市の調査等の結果、文部省勅任参事官が、自由教育を適当な教育方法で、自由教育に対する県の解釈を遺憾、守屋の聴講禁止は甚だ無用な心配とし、前勅任参事官も同様に茨城県当局を批判する。文部省は守屋の県内外での数々の自由教育に対する過度の抑圧・干渉についても批判する。近年、「不当な権力の介入に対して毅然とした態度で抵抗した点において、菊池謙二郎は高く評価されねばならない」ともされる。
1923年（大正12年）、守屋、10月24日、知事を休職、11月3日、依願退職、11月7日、茨城県育才会理事辞任。

## 衆議院議員・歴史学者として
1924年（大正13年 57歳）3月、守屋辞職から5箇月弱、藤沼庄平知事が会長を兼ね県庁内に本部を置く県教育会編『茨城大観』に水戸出身の現代の有名な学者として、当時の早稲田大学学長鹽澤昌貞と共に元第二高等学校長として名が載る。『湊町要覧』での肩書は文学士のみ。
水戸市教育会長辞任、歴史研究に打込めるはずが、支持者に担がれ衆院選に出馬、水戸市内の医師団、士族団、水高生を含む水中出身者が支援、戸別訪問では「菊池です」の一語だけで選挙民が平身低頭したとされる。同盟休校時水中在籍の水高生は80名である。
三宅雪嶺が後援会「仙湖会」を創り、発会式でいばらき新聞主筆に、謙二郎が犬養毅と田尻稲次郎に似ていると世間では言うが、犬養と田尻は似ておらず、間に謙二郎を入れると両方に似ていて面白い、性質も何れもツムジ曲りだが、謙二郎は悪いツムジ曲りではないと言う。
5月、第15回衆議院議員総選挙に無所属で当選。以降、治安維持法に反対し、教育の充実、政界浄化に尽力する。
- 21日～「日米」[152]、東湖の再来、年齢は五十の阪を越しているが、偉大なる人格は十二分に認められず今日に至り、壇上にその巨躯を運び侠骨稜々たる古武士的風格、「固陋にして眼腔の小なる官憲」「矮小陋劣の人物たる時の茨城県知事守屋源次郎」側の行為が逆に彼を全国的に知らしめ、床次氏の知遇を笠に着た横暴な守屋氏とは相反目、二者とも立候補し一は見事に当選、一は悲惨なる敗北を遂げ、真の教育者の菊池氏が議会に送られた事を悦ぶ。実際の対立候補は憲政会の2人で[128]、得票数は謙二郎1033、他2人は合計663、守屋はあまりの不人気に出馬も諦めたとされる[226]。30日「日布時事」[152]、菊池謙次郎氏は演説会三四回、金も出さず、戸別訪問などもせずに中立で政敵二人の得点の数倍で当選。
- 「硬骨中学校長」舌禍事件を起こし中岡艮一の為に気を吐き、高等学校長の椅子を惜しげもなく投げ捨て中学校長になった変り者、髯の恰好からヤギと言われ、誰が送ったか本物のヤギを鶏と一緒に大事に飼い[227]、人格一点張の模範的人物、当市における大人気物、真に区民の徳望に立脚し理想的に選出、杉浦重剛の人格に私淑、今東湖と呼ばれ尊敬厚く、市内青年に奉り上げられ立候補[228]、腹で教育してきた菊池先生、一厘の金も使はず、一回の個別訪問もせず競争者を遙か谷底に蹴落し、一方、政治家としての技量は心配、大学時代漱石と是公とで、三角同盟を作り独身の誓ひを立てた[229]等と書かれる。

7月、松方正義の国葬に猪野毛利榮と共に2人のみ反対。教育改善に関し質問。
- 前述の井上圓了を恩師とする[232] 高島米峰は、水戸市教育会での講演後、謙二郎に「聖徳太子の偉い事は分ったが、佛教が人生に必要だと云う点は分らぬ」と言われ、「貴方の様な縁なき衆生は駄目です」と言い、汽車で帰る[233]。

1925年（大正14年 58歳）3月、衆議院本会議等で治安維持法反対の質問を行う。中旬、男性の礼服に羽織袴を認めないのは不当とし、衆議院に建議書を提出、各紙が「嘲笑をもって迎えつつあるに拘わらず」支持も得る。講道館二段の次男揚二、水中卒業。
- 5月28日、東京湾での日本海海戦二十周年記念行事に両院議員を含む約1150名の1人として招待され、長門または山城に乗艦する[239]。

1926年（大正15年 59歳）2月、婦人参政関係の建議案に賛成、政治道徳と文政に関し質問。
- 9月3日「満州日日新聞」[152]、31日安奉線より来奉瀋陽館。
- 1927年（昭和2年 60歳）3月1日、中村是公死去。
- 5月25日、NHKラジオ講演『水戸黄門の事業と性格』[242]。8月19日正六位[46]。

1928年（昭和3年 61歳）第16回衆議院議員総選挙で落選。宮武茂平編『普選第一次敗将の語らひ』へ寄稿。
- 6月、著作『義公略伝』[99]、巻末に義公生誕三百年記念会長茨城県知事森岡二朗による発刊の趣旨説明がある。
- 7月15日、同事業の一環として東京で『謎の義公』と題し講演を行う。24日、小久保等の講演後の晩餐会には参加せず、忠三郎が出席する。[243]。
- 子規が好んで用いた菊池仙湖の号で『豫備門時代の子規』を書く[37]。
- 1929年（昭和4年 62歳）3月、作詞した東茨城郡上伊勢畑尋常小学校校歌が同校唱歌として認可される[46]。大日本史旧稿の付箋の筆者について、「史学雑誌」上で謙二郎を「友人」とする三浦周行と論戦を行う[244]。

11月16日、陸軍演習の茨城県庁舎内の大本営で、県内各界功労者26人中の教育功労者の1人として昭和天皇に単独拝謁、記念の菓子を下賜される。18日、陸軍側を除く、要人等861名中の名望家153名の1人として、天皇臨席の水高校庭での賜餞の宴会に参入する。
住所本籍は梅香、正六位勲四等。資性強直所信ヲ徹セズンバ止マザルノ概アリ博学能弁等とある。
12月17日、水戸での素人芸術作品展に飛田周山等と出品。
1932年（昭和7年 65歳）忠三郎死去。茨城県教育会の出版物の指導助言を行う。
- 5月9日、愛郷塾の橘孝三郎のよき後援者とされるが、官民合同の座談会か送別会での橘の激烈な挨拶所信に激しく反駁[247]、色をなして叱正する[248]。橘は水中で、校長菊地謙次郎先生に落第させられたにも関らず恩師と仰ぎ、村治派盟主に望まれた時は、謙二郎の意見を容れて断り、未だに先生の書斎を訪れて教を請うてゐる等とされ[249]、後、獄中の橘と文通もする[250]。後に橘は謙二郎を、水戸学の史学の泰斗、元二高の校長で中学の校長になどなる人でない旨語る[158]。
- 9月27日、正六位勲四等[46]。
- 1933年（昭和8年 66歳）秋山真之への追悼『追憶片々』[33]。
- 1934年（昭和9年 67歳）8月、県教育会の依頼で、阿部嘉七県知事の挨拶後、700余名の小学校教師に3日連続で午前中『弘道館記』を講義する。9日「いはらき」紙掲載の投書「仙湖翁礼賛」では「痩身矮躯」とある[128]。
- 9月8日付「日米」、12日付「加州毎日」[152]はイギリス人リチャード・ポンソンビー博士が『弘道館記』を英訳、「水戸学の権威者水戸市の菊池仙湖翁」等に検閲を依頼、本が完成しイギリスで出版予定と記す。
- 1935年（昭和10年）『幽谷全集』編纂、発行は6月[99]。
- 5月、徳川圀順と共に、神社参拝等を行う一般右翼団体「葵会」の背後ノ人物とされる[251]。
- 6月下旬、NHKラジオで毎朝20分ずつ5回藤田東湖の『正気歌』を講じる[252]。

1936年（昭和11年 69歳）2月、鎌倉英勝寺で『正気歌と回天詩』を著し、東京に転居。
- 5月16～18日、信濃教育会主催で、弘道館記述義を講義する。受講者55人[253]。
- 揚二宅で（水戸）徳川家の依頼により『義公傳叢書』著述に努める[144]。
- 1937年（昭和12年 70歳）8月2～5日、信濃教育会主催で、水戸学講習を行う。受講生35名[254]。
- 1939年（昭和14年 72歳）6月までに高田老松に転居[255]。
- 1941年（昭和16年 74歳）8月9日、従五位[46]。
- 1943年（昭和18年 76歳）明治～昭和の著作、講演等の集成『水戸学論藪』[99]。

1945年（昭和20年 78歳）2月3日、同居していた揚二宅、東京都小石川区高田老松町で、4年近くの闘病後、死去。2月6日朝日新聞が死去を報じる。
- 1946年(昭和21年)前述『第六回文科大学遠足の記』発行、幣原坦、高浜虚子の序文は6月、発行は9月。
- 1949年(昭和24年)1月31日『正気歌と回天詩』が宣伝用出版物の没収対象となる[46]

## 著作

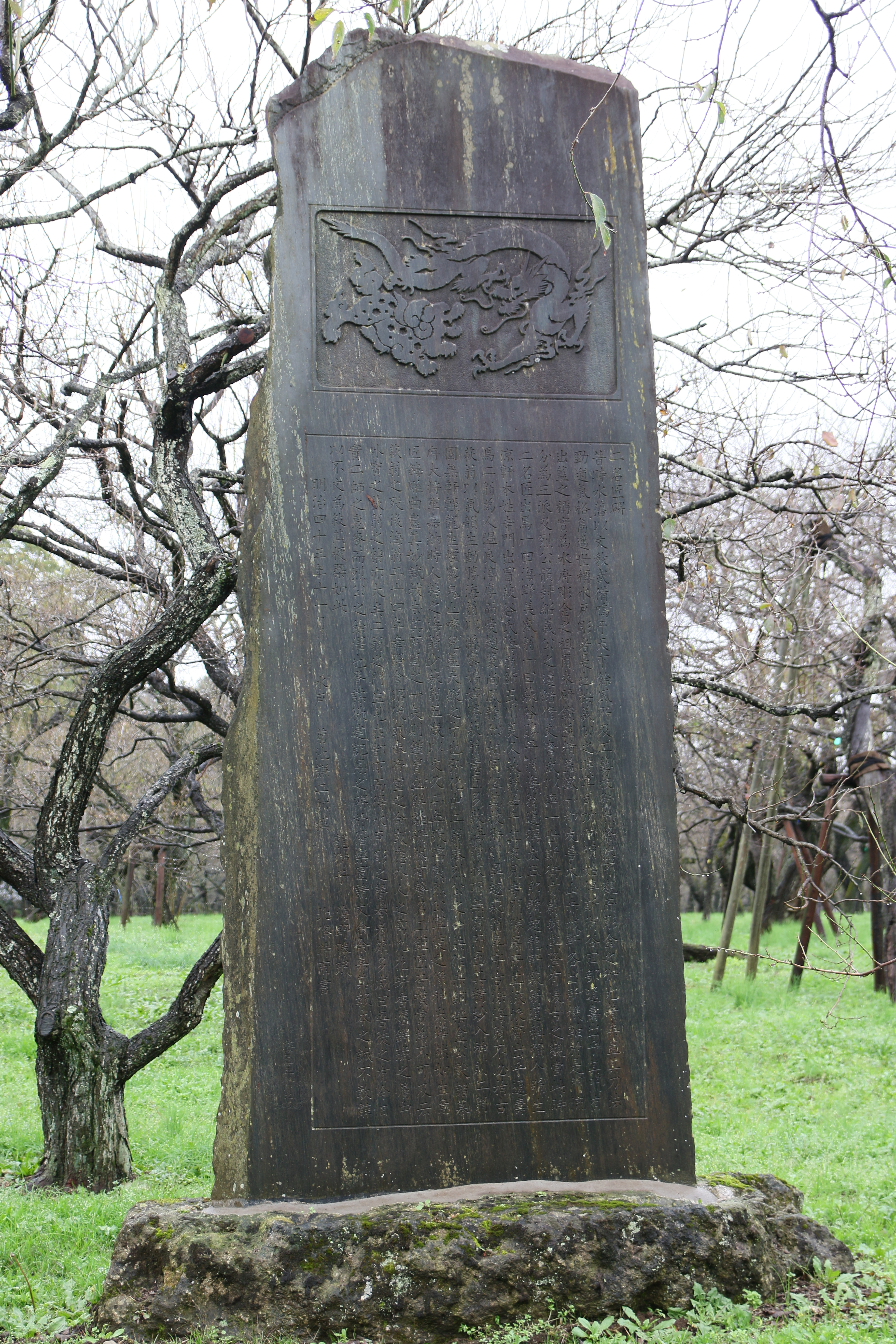
偕楽園ニ名匠碑

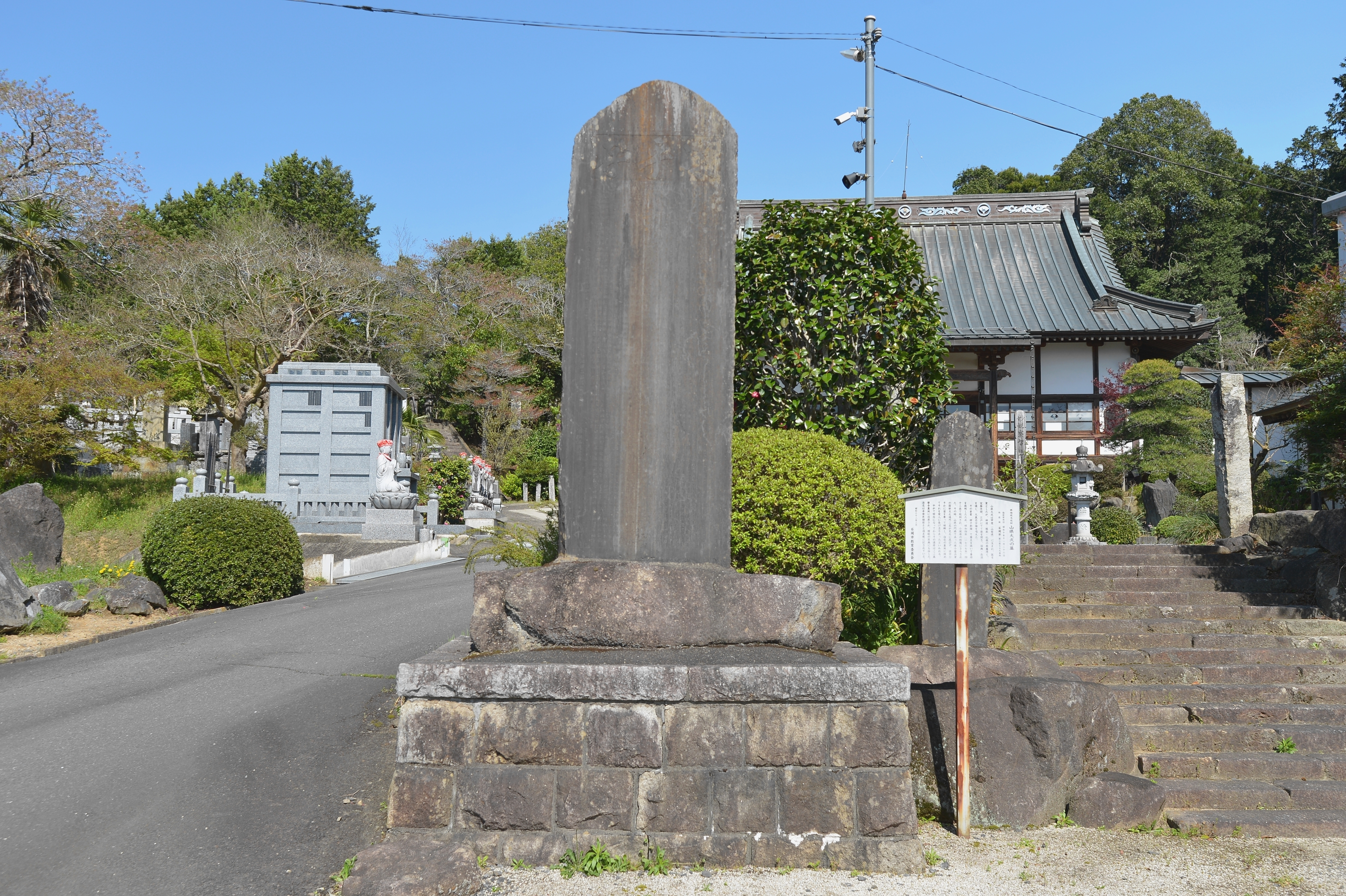
泰寧寺（茨城県石岡市）

- 『新体皇国史綱』（成美堂書店、1898年）
- 『藤田東湖伝』（金港堂、1899年）
- 『義公略伝』（義公生誕三百年記念会、1928年）
- 『水戸学論薮』（誠文堂新光社、1943年）

### 碑文・揮毫
- 『二名匠碑』撰文、1910年（明治43年）11月、水戸市偕楽園[54]
- 『桜川遺蹟碑』撰文、揮毫は徳川圀順、1917年（大正6年）、水戸市[258]
- 『由来碑』撰文書、竈神社、1925年（大正14年）11月、水戸市[259]
- 『幽蘭扇発』書揮毫、1926年（大正15年）、水戸市[260]
- 『巡幸永念之碑』揮毫、1929年（昭和4年）、那珂市[261]
- 『龍城根本翁彰功碑』題額、撰文、1932年（昭和7年）5月、常陸太田市[262]
- 『夤賓閣址』碑、沿革記（裏面）、題字は徳川圀順、ひたちなか市[263]
- 『賜閲駐輦之跡』碑文、水戸市堀原[264]
- 『百樹園記』撰文、水戸市[265]
- 『山県大弐墳墓顕彰碑』撰文 泰寧寺 (石岡市)[266]
- 『風隼神社幟』書、城里町[259]

### 序文・題字
- 琴山生 (三島良太郎)『水戸中学 : 附・茨城県学事年表』序文、1911年（明治44年）[99]
- 大井徹翁『農人形の研究』序文、1916年（大正5年）、他一人は遠藤隆吉[99]
- 立林宮太郎『水戸学研究 再版』序文、1917年（大正6年）7月25日、仙波湖畔枳殻庵に於いて[99]
- 弘文社編『茨城人名辞書』序文、1930年（昭和5年）、題字は徳川圀順[99]
- 『現代社会要典』題字、1932年（昭和7年）、他一人は尾崎行雄[99]

## 菊池忠三郎
謙二郎の実弟。従五位。1896年、東京帝国大学法科政治科卒、横浜正金銀行入社、ロンドン支店勤務。1908年4月後藤満鉄総裁の訪露に同行。1912年後藤逓信大臣秘書官、後藤の訪台に下村当吉らと随行。1915年9月後藤の朝鮮巡遊に中村是公と共に随行。1916-1918年後藤内務大臣秘書官。1919-1924年愛国生命保険取締役。妻アイ（明22、11）は鈴木万次郎二女。子に広子（大2、6）、靖（大6、7）、滋（大11、7）。

## 菊池輝男
直一郎の次男。父の死後、家督を継ぐ。1895年12月29日生。1909年3月、陸軍聯隊歓迎時、水戸市児童3465名の総代を務め、5月の式典では謙二郎が来賓の一人となる。水戸中学卒、1920年3月、小樽高等商業卒、商社の上海支店等勤務。妻トミ子は石岡町の薬学博士山口誠太郎妹。長男慎一。妹福恵、1905年8月生、水戸高女出身、稲垣洋一郎の長男幾太郎妻。従弟の揚二とは幼馴染。